# Saliou Niang
Pour les articles homonymes, voir Niang.
Saliou Niang, né le 14 mai 2004 à Dakar au Sénégal, est un joueur italo-sénégalais de basket-ball évoluant aux postes d'arrière et d'ailier. Il mesure 2,01 m.

## Biographie
Le 25 juin 2025, il est sélectionné par la franchise des Cavaliers de Cleveland en 58e position de la draft 2025 de la NBA.
Les dirigeants des Cavaliers annoncent fin juin 2025 qu'il évoluera avec la Virtus Bologne pour la saison à venir.